# Эрасо, Фриксон
Фри́ксон Рафаэ́ль Эра́со Виве́ро (исп. Frickson Rafael Erazo Vivero; родился 5 мая 1988, Эсмеральдас, Эквадор) — эквадорский футболист, защитник. Выступал за сборную Эквадора.

## Клубная карьера

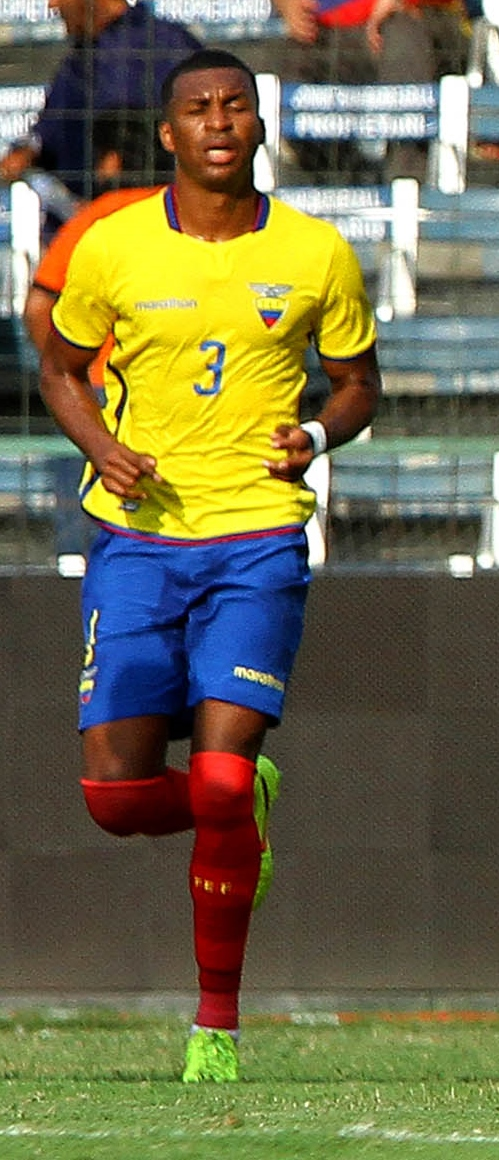
Эрасо в составе сборной Эквадора

Эрасо — воспитанник клуба «Эль Насьональ». В 2007 году он дебютировал за команду в эквадорской Серии А. В том же году на правах аренды Фриксон выступал за «Текнико Университарио». В 2010 году он перешёл в «Барселону» из Гуаякиля. 5 февраля в поединке против «Депортиво Куэнка» Эрасо дебютировал за новый клуб. 29 апреля в матче против ЛДУ Кито Фриксон забил свой первый гол за команду из Гуаякиля. В том же году он помог команде выиграть Серию А.
В 2014 году Эрасо перешёл в бразильский «Фламенго» на правах аренды. 2 февраля в матче Лиги Кариока против «Макаэ» он дебютировал за новый клуб. В том же году Фриксон стал чемпионом лиги. В начале 2015 года Фриксон присоединился к «Гремио» на правах аренды. 16 мая в поединке против «Коритибы» он дебютировал за новый клуб в чемпионате. 16 августа в матче против «Жоинвиля» Эрасо забил свой первый гол за «Гремио» в Серии А.
В начале 2016 года Фриксон перешёл в «Атлетико Минейро». 22 мая в поединке против «Атлетико Паранаэнсе» он дебютировал за новую команду. В начале 2018 года Эрасо перешёл в «Васко да Гама».

## Международная карьера
20 апреля 2011 года в товарищеском матче против сборной Аргентины Эрасо дебютировал за сборную Эквадора. 8 июня того же года в поединке против сборной Греции Фриксон забил свой дебютный гол за национальную команду.
В 2011 году он принял участие в Кубке Америки. На турнире Эрасо сыграл в матчах против Бразилии, Парагвая и Венесуэлы.
Летом 2015 года Эрасо во второй раз принял участие в Кубке Америки в Чили. На турнире он сыграл в матчах против сборных Чили и Боливии.
В 2016 году Эрасо в третий раз принял участие в Кубке Америки в США. На турнире он сыграл в матчах против команд Гаити и США.

### Голы за сборную Эквадора
| #   | Дата           | Место                                | Противник | Счёт | Результат | Соревнование                     |
| --- | -------------- | ------------------------------------ | --------- | ---- | --------- | -------------------------------- |
| 01. | 8 июня 2011    | Сити-филд, Нью-Йорк, США             | Греция    | 1:1  | 1:1       | Товарищеский матч                |
| 01. | 8 октября 2015 | Монументаль, Буэнос-Айрес, Аргентина | Аргентина | 0:1  | 0:2       | Чемпионат мира 2018 квалификация |

## Достижения
Командные
 «Барселона» Гуаякиль
- Чемпионат Эквадора по футболу — 2012

 «Фламенго»
- Лига Кариока — 2014